# Józefów (gmina Zadzim)
Józefów – wieś w Polsce, położona w województwie łódzkim, w powiecie poddębickim, w gminie Zadzim.
Osada wchodzi w skład sołectwa Małyń.
W latach 1975–1998 miejscowość administracyjnie należała do województwa sieradzkiego.